# Belarussischer Fußballpokal 1999/2000
Der Belarussische Fußballpokal 1999/2000 war die neunte Austragung des belarussischen Pokalwettbewerbs der Männer. Das Finale fand am 28. Mai 2000 im Dinamo-Stadion von Minsk statt. Titelverteidiger Belschyna Babrujsk schied im Halbfinale gegen Tarpeda-MAZ Minsk aus. Pokalsieger wurde Vorjahresfinalist FK Slawija-Masyr, der sich im Finale gegen Tarpeda-MAZ Minsk durchsetzte.

## Modus
Im Gegensatz zur Liga wurde der Pokal im Herbst-Frühjahr-Rhythmus ausgetragen. Alle Begegnungen wurden in einem Spiel ausgetragen. Bei unentschiedenem Ausgang wurde zur Ermittlung des Siegers eine Verlängerung gespielt. Stand danach kein Sieger fest, folgte ein Elfmeterschießen. Der Pokalsieger qualifizierte sich für den UEFA-Pokal.

## Teilnehmende Teams
| Wyschejschaja Liha (16) | Perschaja Liha (10) | Druhaja Liha (3)                                    |
| --- | --- | --------------------------------------------------- |
| - BATE Baryssau - FK Dinamo Minsk - Swislatsch-Krowlja Assipowitschy - FK Slawija-Masyr - Belschyna Babrujsk - FK Dinamo Brest - FK Homel - Njoman-Belcard Hrodna - FK Lida - FK Maladsetschna - Dnjapro-Transmasch Mahiljou - Tarpeda Kadina Mahiljou - Tarpeda-MAZ Minsk - Naftan-Dewon Nawapolazk - FK Schachzjor Salihorsk - Lakamatyu-96 Wizebsk | - FK Keramik Bjarosa - FK Njoman Masty - FK Hranit Mikaschewitschy - FK Kamunalnik Slonim - FK Palesse Kosenki - FK Rahatschou - FK Tarpeda Schodsina - FK Pinsk-900 - Wedrytsch-97 Retschyza - ZLiN Homel | - Asjarzy Hlybokaje - FK Luninez - Sabudowa Tschysz |

## 1. Runde
Teilnehmer: 13 Mannschaften der ersten Liga, 10 Mannschaften der zweiten Liga und 3 aus der dritten Liga.
| Datum      |                                | Ergebnis              |                                      |
| ---------- | ------------------------------ | --------------------- | ------------------------------------ |
| 18.07.1999 | Asjarzy Hlybokaje (III)        | 1:4                   | FK Dinamo Minsk (I)                  |
| 18.07.1999 | FK Tarpeda Schodsina (II)      | 0:3                   | Njoman-Belcard Hrodna (I)            |
| 18.07.1999 | ZLiN Homel (II)                | 2:0                   | Tarpeda Kadina Mahiljou (I)          |
| 18.07.1999 | FK Rahatschou (II)             | 1:3 n. V.             | Naftan-Dewon Nawapolazk (I)          |
| 18.07.1999 | FK Kamunalnik Slonim (II)      | 0:7                   | FK Homel (I)                         |
| 18.07.1999 | FK Pinsk-900 (II)              | 0:2                   | FK Dinamo Brest (I)                  |
| 18.07.1999 | Sabudowa Tschysz (III)         | 2:4                   | Lakamatyu-96 Wizebsk (I)             |
| 18.07.1999 | FK Keramik Bjarosa (II)        | 1:2                   | Dnjapro-Transmasch Mahiljou (I)      |
| 18.07.1999 | Wedrytsch-97 Retschyza (II)    | 1:1 n. V. (3:4 i. E.) | Swislatsch-Krowlja Assipowitschy (I) |
| 18.07.1999 | FK Hranit Mikaschewitschy (II) | 2:0                   | FK Schachzjor Salihorsk (I)          |
| 18.07.1999 | FK Palesse Kosenki (II)        | 0:6                   | Belschyna Babrujsk (I)               |
| 18.07.1999 | FK Njoman Masty (II)           | 0:2                   | FK Slawija-Masyr (I)                 |
| 20.07.1999 | FK Luninez (III)               | 3:4                   | BATE Baryssau (I)                    |

## Achtelfinale
Teilnehmer waren die 13 Sieger der ersten Runde und drei weitere Erstligisten: FK Lida, FK Maladsetschna und Tarpeda-MAZ Minsk.
| Datum      |                                      | Ergebnis              |                                 |
| ---------- | ------------------------------------ | --------------------- | ------------------------------- |
| 01.10.1999 | Belschyna Babrujsk (I)               | 3:1                   | ZLiN Homel (II)                 |
| 01.10.1999 | Lakamatyu-96 Wizebsk (I)             | 0:0 n. V. (4:3 i. E.) | FK Dinamo Minsk (I)             |
| 01.10.1999 | FK Dinamo Brest (I)                  | 1:0                   | Dnjapro-Transmasch Mahiljou (I) |
| 01.10.1999 | Njoman-Belcard Hrodna (I)            | 4:1                   | FK Maladsetschna (I)            |
| 01.10.1999 | Swislatsch-Krowlja Assipowitschy (I) | 1:3                   | Tarpeda-MAZ Minsk (I)           |
| 01.10.1999 | FK Lida (I)                          | 2:0 n. V.             | FK Hranit Mikaschewitschy (II)  |
| 17.10.1999 | BATE Baryssau (I)                    | 0:1                   | FK Homel (I)                    |
| 17.10.1999 | FK Slawija-Masyr (I)                 | 3:2                   | Naftan-Dewon Nawapolazk (I)     |

## Viertelfinale
Teilnehmer waren die 8 Sieger aus de Achtelfinale.
| Datum      |                        | Ergebnis              |                           |
| ---------- | ---------------------- | --------------------- | ------------------------- |
| 03.05.2000 | FK Dinamo Brest (I)    | 0:6                   | FK Slawija-Masyr (I)      |
| 03.05.2000 | Belschyna Babrujsk (I) | 2:1                   | Lakamatyu-96 Wizebsk (I)  |
| 03.05.2000 | FK Homel (I)           | 3:0                   | FK Lida (I)               |
| 03.05.2000 | Tarpeda-MAZ Minsk (I)  | 0:0 n. V. (4:2 i. E.) | Njoman-Belcard Hrodna (I) |

## Halbfinale
| Datum      |                       | Ergebnis |                        |
| ---------- | --------------------- | -------- | ---------------------- |
| 19.05.2000 | FK Slawija-Masyr (I)  | 3:0      | FK Homel (I)           |
| 20.05.2000 | Tarpeda-MAZ Minsk (I) | 1:0      | Belschyna Babrujsk (I) |

## Finale
| Paarung           | Tarpeda-MAZ Minsk – FK Slawija-Masyr |
| Ergebnis          | 1:2 (1:0) |
| Datum             | 28. Mai 2000 |
| Stadion           | Dinamo-Stadion, Minsk |
| Zuschauer         | 4.000 |
| Schiedsrichter    | Aleh Tschykun |
| Tore              | 1:0 Andrej Chlebasolau (9.) 1:1 Waleryj Strypjejkis (48.) |
| Tarpeda-MAZ Minsk | Wasil Chamutouski – Sjarhej Kabelskij, Aljaksandr Sjadnjou, Sjarhej Ameljantschuk – Uladsimir Karizka, Juryj Malejeu (76. Juhen Linjou), Wiktar Kukar, Wasyl Smirnych, Arkadij Senin (46. Raman Lewitzkij) – Sjarhej Jaromka (65. Laurențiu Lică), Aleksej Nowizkij Cheftrainer: Anatol Jurewitsch                       |
| FK Slawija-Masyr  | Uladsimir Hajeu – Oleg Samatow, Denis Perwuschin (25. Waleryj Apanas), Ihor Walin, Fjodar Lukaschenka – Oleksandr Schutow, Dmitrij Karsakow (57. Andrej Lukaschewitsch), Artur Mazwjejtschyk, Dmitrij Daniljuk (12. Dsmitry Tschalej) – Waleryj Strypjejkis, Raman Wasiljuk Cheftrainer: Aleksandr Kusnetsow ( Russland) |
| Gelbe Karten      | Sjarhej Jaromka, Arkadij Senin, Wasyl Smirnych – Fjodar Lukaschenka, Oleg Samatow, Raman Wasiljuk |